# Günter Kuhnert
Günter Kuhnert (* 5. Juli 1923 in Breslau; † November 2010 in Bremen) war ein deutscher Werkmeister und Politiker (FDP) in Bremen. Er war Mitglied der Bremischen Bürgerschaft.

## Biografie

### Ausbildung und Beruf
Kuhnert absolvierte eine kaufmännische Ausbildung und war als Angestellter tätig. Von 1941 bis Oktober 1945 war er Soldat bzw. Kriegsgefangener im Zweiten Weltkrieg. Danach schlug er sich zunächst als Landarbeiter in Bremen-Nord durch. Seit 1948 war er bei der Bremer Wollkämmerei in Bremen als Werkmeister tätig und auch Mitglied im Betriebsrat.

### Politik
Kuhnert beantragte am 10. Juli 1942 die Aufnahme in die NSDAP und wurde zum 1. September desselben Jahres aufgenommen (Mitgliedsnummer 9.331.984). Er war nach dem Krieg in der FDP in einem Ortsverein in Bremen-Nord. Den Nordbremer Kreisvorsitz hatte er von 1972 bis 1994 inne. Von 1976 bis 1984 war er Stellvertretender Landesvorsitzender der Bremer FDP.
Er war von 1967 bis 1983 mit Unterbrechungen und von 1987 bis 1991 rund 18 Jahre Mitglied in der 7. bis 10 und der 12. Bremischen Bürgerschaft und arbeitete in verschiedenen Deputationen und Ausschüssen der Bürgerschaft mit. Von 1991 bis 1995 war er Mitglied in der Deputation für Sport.
Von 1995 bis 1999 gehörte Kuhnert für die FDP dem Beirat des Stadtteils Bremen-Vegesack an.